# DFS 230滑翔機
DFS 230滑翔機是納粹德國空軍在第二次世界大戰期間使用的滑翔機，主要運送傘兵用於機降作戰，其中DFS即是「德國滑翔機研究所」的德文簡寫，1936年德國軍方提出用滑翔機作機降作戰的構想並稱呼這種滑翔機為「突擊滑翔機」，這種突擊滑翔機於1937年由DSF研製出來。

## 基本資料
- 乗員:2名飛行員+8名傘兵
- 全長:11.3米
- 全高:2.8米
- 翼幅:21.1米
- 翼面積:38.1平方米
- 最大離陸重量:2100公斤
- 最快速度:161公里/小時
- 武裝:一挺MG 15機槍+2挺MG34通用機槍

## 型號
- DFS 230A-1
- DFS 230A-2
- DFS 230B-1
- DFS 230B-2
- DFS 230C-1
- DFS 230D-1
- DFS 230F-1

## 設計

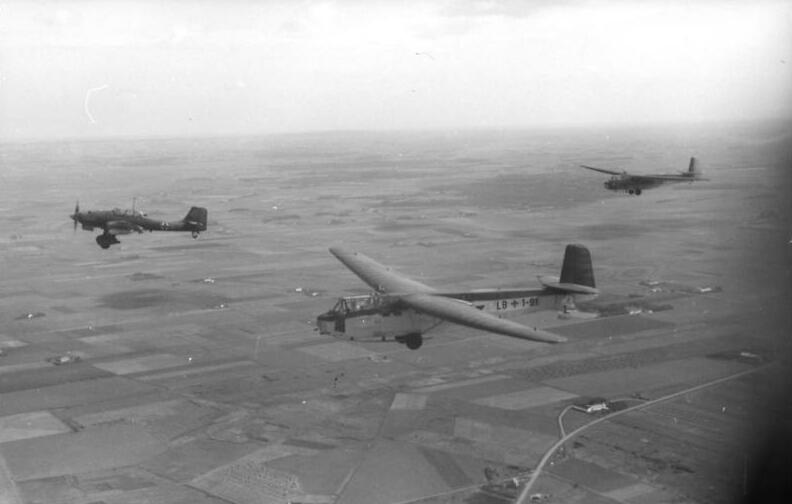
一架DFS 230滑翔機正被Ju 87拖著飛行

DFS 230滑翔機是一架簡單的高翼滑翔機，其機翼也和其他滑翔機那樣修長，機翼橫切面是典型的克拉克Y翼形，其飛行很穩定，其機身是一個用鋼管焊接而成的骨架再外覆帆布，生產成本低，當要起飛時由一組大機輪在地上滾動，DFS 230可由多種德國軍用機拖著起飛，當起飛後這組大機輪就會被拋棄，當DFS 230滑翔機被拖著飛行一段距離後，連接兩者的鋼索就會斷開，DFS 230繼續以滑翔方式飛行，當它到達目的地要降落時是用機底的一條滑板滑行。
DFS 230B配備了可在空中打開的減速傘，作用是當遇到敵機時可以解開鋼索並以陡角度俯衝去擺脫敵機，DFS 230B在駕駛艙後部裝有一挺MG 15機槍，也可以在機頭兩側各加上一挺MG34通用機槍，這是為了空中自衛或在地面時的壓制火力。

## 實戰
1940年5月10日，德國傘兵乘坐DFS 230滑翔機攻下比利時埃本·艾爾要塞，之後用於運送增援傘兵攻打希臘克里特島，當德國傘兵不再作空降作戰後，DFS 230滑翔機大多作為運輸機使用，其中有些還用於槲寄生子母機，也就是一架載滿炸藥的DFS 230滑翔機(在下)和一架德國戰鬥機(在上)連在一起，那架在上的戰鬥機有飛行員，飛行員把戰鬥機開動，整架子母機起飛後飛到目標附近，連接雙方的支柱會被引爆炸毀，然後滿載炸藥的DFS 230滑翔機繼續飛向目標，飛行員則駕駛戰鬥機飛走。

## 圖片

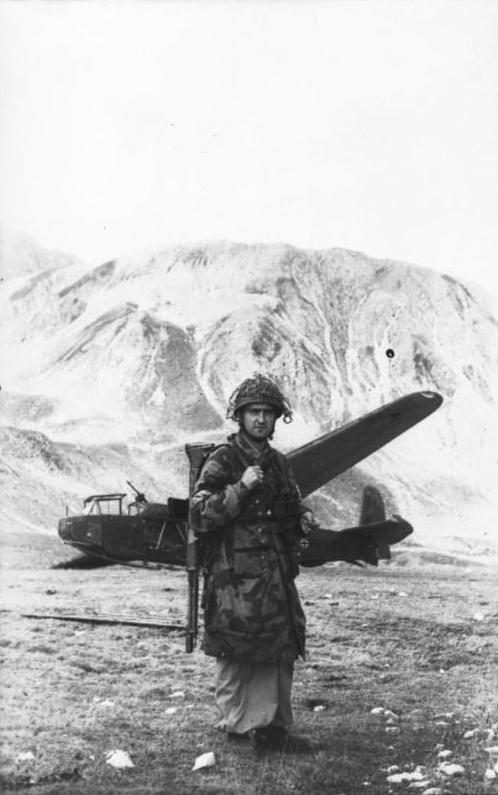
DFS 230滑翔機和德國傘兵
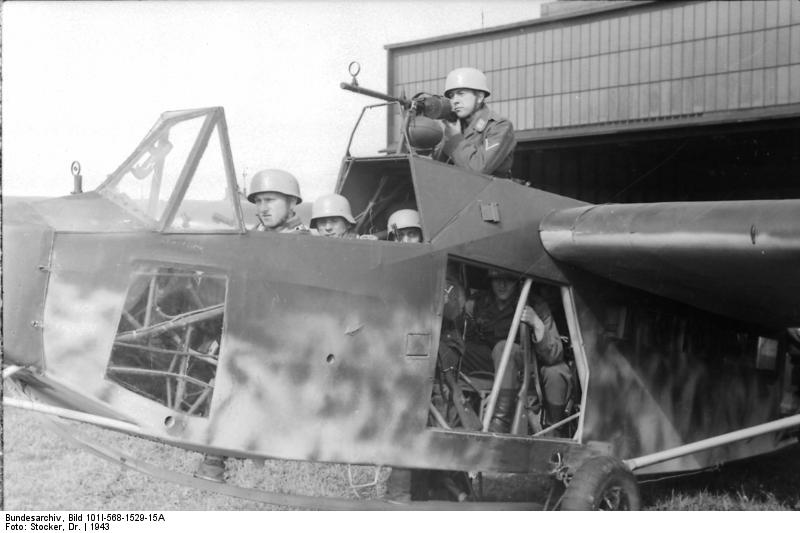
DFS 230B加裝了一挺MG 15機槍
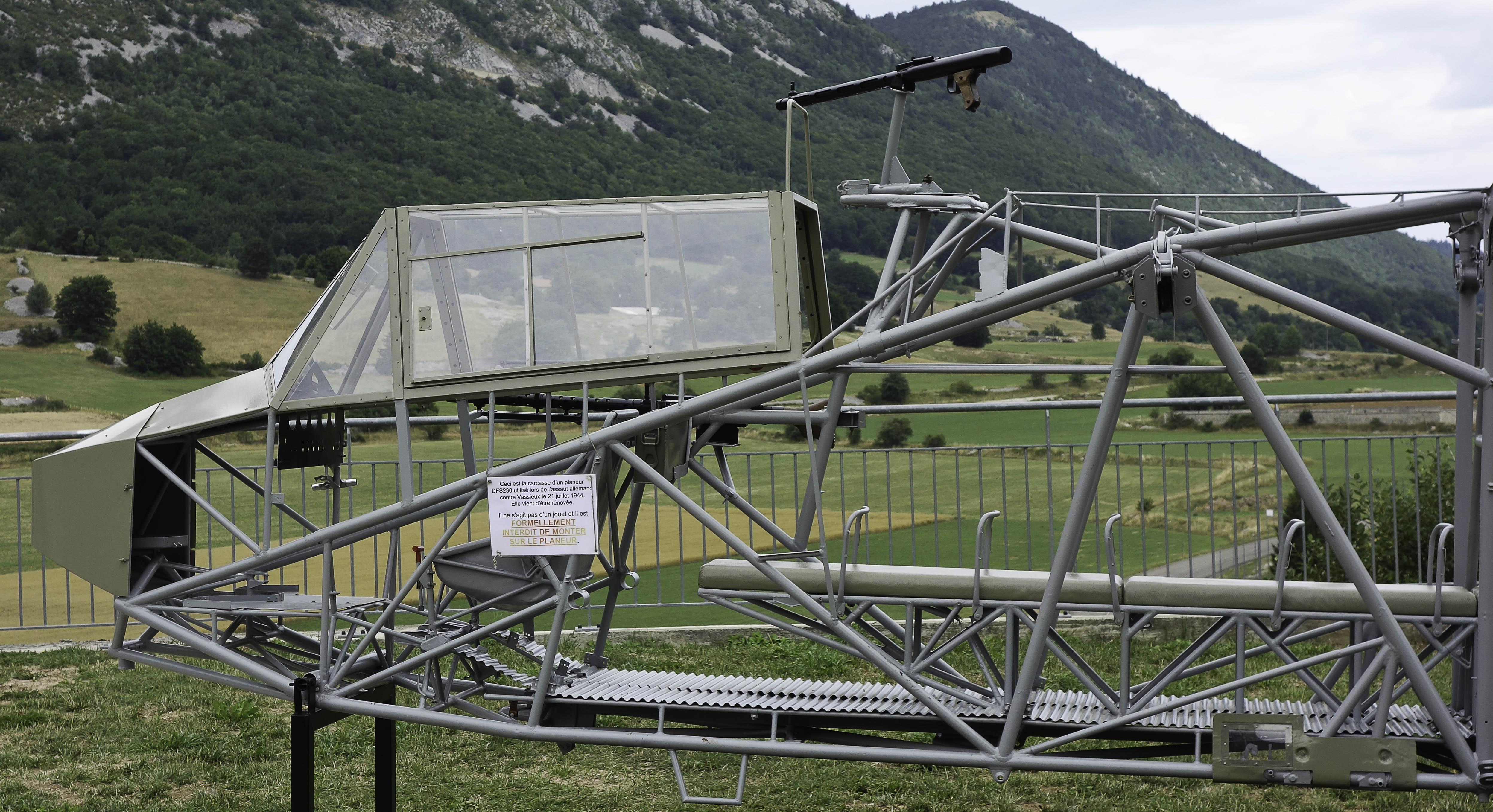
DFS 230滑翔機的機身是一個鋼管焊接骨架
DFS 230滑翔機三視圖

## 使用國家
- 納粹德國
- 羅馬尼亞

## 衍生型

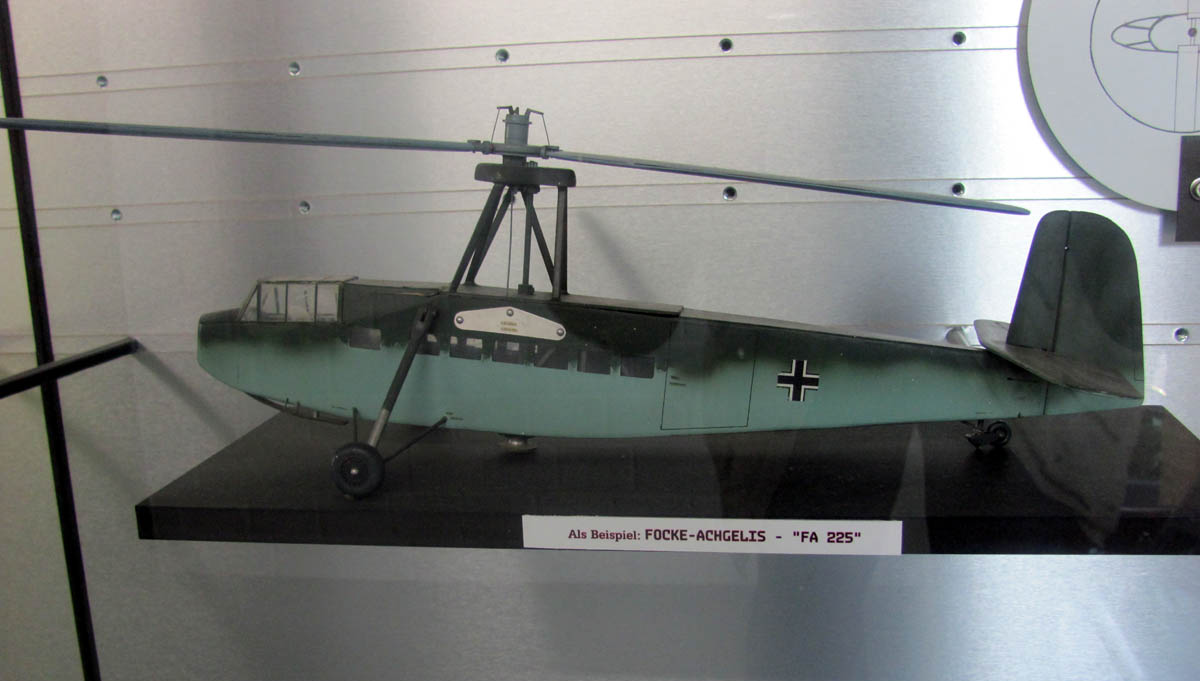
Fa 225旋翼機

- 有一架DFS 230被拆去機翼和在機身上方加上一個兩葉旋翼而成為Fa 225旋翼機。

## 外部連結
- 1940 DFS 230 GERMAN GLIDER （页面存档备份，存于）
- LUFTWAFFE DFS-230 - WW2 - German Assault Glider - St. Moritz - Switzerland - FSX - VFR
- IL2 1946 DFS 230
- DFS 230 stavba - construction